# Verbandsgemeinde Monsheim
La comunità amministrativa di Monsheim (Verbandsgemeinde Monsheim) si trova nel circondario di Alzey-Worms nella Renania-Palatinato, in Germania.

## Comuni
Fanno parte della comunità amministrativa i seguenti comuni:
| Comune, città             | Sup. (km²) | Abitanti |
| ------------------------- | ---------- | -------- |
| Flörsheim-Dalsheim        | 12,71      | 3 128    |
| Hohen-Sülzen              | 3,78       | 744      |
| Mölsheim                  | 4,62       | 576      |
| Monsheim                  | 9,61       | 2 573    |
| Mörstadt                  | 5,62       | 1 064    |
| Offstein                  | 5,64       | 1 872    |
| Wachenheim                | 3,55       | 709      |
| Verbandsgemeinde Monsheim | 45,53      | 10 666   |

(Abitanti al 31 dicembre 2021)